# Янито
Яни́то (также льянито, Llanito или Yanito) — разговорный смешанный язык Гибралтара, заморской территории Великобритании, базирующийся в основном на андалузском диалекте испанского языка при сильном влиянии английского — официального языка Гибралтара — и лексическом влиянии многих других языков (итальянского, мальтийского, арабского, иврита и др.). Своего рода местный жаргон, который объединяет в себе черты английского и испанского языков в самых разнообразных комбинациях в зависимости от образования, происхождения и индивидуальных особенностей говорящего и т. д. Общее число говорящих — около 30 тыс. чел.

## История
Янито стал массовым речевым явлением в Гибралтаре после 1704 года, когда основная масса испанцев покинула эту оккупированную британцами территорию. Так, в 1785 году здесь осталось всего 185 испанцев и лишь 134 в 1777 году. Параллельно в эту британскую территорию устремились сотни переселенцев самого разнообразного происхождения со всего Средиземноморья. Несмотря на то, что английский язык вытеснил испанский из официальной сферы, он не получил широкого распространения в устной речи отчасти из-за сохраняющейся близости Гибралтара к более крупному испанскому городу — Ла-Линеа-де-ла-Консепсьон. Помимо испанского влияния, в янито имеется свыше 500 заимствований из иврита и различных итальянских диалектов (в основном генуэзского). В последнее время жители Гибралтара, в особенности получившие хорошее образование, скорее двуязычны и владеют стандартными испанским и английским языками.

## Англицизмыв янито
- англ. bacon > янито beki «бекон»;
- англ. cake > keki «торт»;
- англ. battery > batteria «батарея (укрепление)»;
- англ. bobby > bobi «полицейский»,
- англ. Quaker Oats > kuecaro «хлопья»

## Кальки
Как и в спанглише, часто встречаются кальки английских фраз и выражений.
- llamar para atrás < англ. call back букв. «позвонить назад» (перезвонить), вместо правильн. исп. devolver la llamada букв. «вернуть звонок».
- te veo < англ. see you (soon) букв. «увижу тебя» (до свидания), вместо правильн. исп. hasta pronto или hasta la vista букв. «до скорого».
- no hace sentido < англ. it does not make sense букв. «это не делает смысла» (глупость), вместо правильн. исп. no tiene sentido «не имеет смысла».

Особую роль играют когнаты, паронимы и ложные друзья переводчика:
- англ. application > янито. aplicación «заявление» вместо «применение»
- англ. exit > янито. exito «выход» вместо «успех»
- англ. grocery > янито. groseria «бакалея» вместо «грубость»

## Примеры
Янито: Hombre, I’m telling you que no puedes…

Испанский: Hombre, te digo que no puedes…

Английский: Man, I’m telling you (that) you can’t…

Перевод: Человек, я говорю тебе, что ты не можешь…
Янито: Hay call para ti.

Испанский: Tienes una llamada.

Английский: There’s a call for you.

Перевод: Есть звонок для тебя.
Янито: Sí, pero at the end of the day…

Испанский: Sí, pero a fin de cuentas…

Английский: Yes, but at the end of the day…

Перевод: Да, но в конце концов…
Янито: Te llamo p’atrás anyway

Испанский: Te devuelvo la llamada de todas maneras

Английский: I’ll call you back anyway

Перевод: Я тебе перезвоню в любом случае.